# Fotbal Club UTA Arad 2025-2026
Questa voce raccoglie le informazioni riguardanti il Fotbal Club UTA Arad nelle competizioni ufficiali della stagione 2025-2026.

## Stagione
Nella stagione 2025-2026 l'UTA Arad disputa il campionato di Liga I, dopo il decimo posto della stagione precedente.

## Divise e sponsor
Lo sponsor tecnico per la stagione 2025-2026 è Nike, mentre il main sponsor è Favbet.
| Casa | Trasferta |

## Organigramma societario
Area tecnica
- Allenatore: Adrian Mihalcea
- Allenatori in seconda: Sorin Rădoi, Ștefan Boroș
- Allenatore dei portieri: Dan Țapoș
- Preparatore atletico: Bogdan Hetco

Area sanitaria
- Medico sociale: Darius Mihart
- Fisioterapisti: Călin Petrică, Nicolae Tomescu
- Massaggiatori: Dan Chiorean, Dan Ifrim

## Rosa
Rosa e numerazione aggiornate al 20 agosto 2025.
| N. |                               | Ruolo | Calciatore                 |
| -- | ----------------------------- | ----- | -------------------------- |
| 1  | Macedonia del Nord (bandiera) | P     | Dejan Iliev                |
| 2  | Romania (bandiera)            | D     | Mark Țuțu                  |
| 3  | Macedonia del Nord (bandiera) | D     | Din Alomerovic             |
| 4  | Romania (bandiera)            | D     | Alexandru Benga (capitano) |
| 5  | Giappone (bandiera)           | C     | Sōta Mino                  |
| 6  | Martinica (bandiera)          | D     | Florent Poulolo            |
| 7  | Ungheria (bandiera)           | A     | Dániel Zsóri               |
| 8  | Romania (bandiera)            | C     | Alin Roman                 |
| 10 | Cipro (bandiera)              | C     | Marinos Tziōnīs            |
| 11 | Madagascar (bandiera)         | A     | Hakim Abdallah             |
| 12 | Romania (bandiera)            | P     | Lucas Roșu                 |
| 13 | Romania (bandiera)            | D     | Flavius Iacob              |
| 16 | Romania (bandiera)            | C     | Denis Țaroi                |
| 17 | Romania (bandiera)            | C     | Luca Mihai                 |

| N. |                    | Ruolo | Calciatore          |
| -- | ------------------ | ----- | ------------------- |
| 19 | Romania (bandiera) | C     | Valentin Costache   |
| 22 | Romania (bandiera) | C     | Adrian Dragoș       |
| 23 | Romania (bandiera) | C     | Ovidiu Popescu      |
| 29 | Romania (bandiera) | C     | Laurențiu Vlăsceanu |
| 30 | Belgio (bandiera)  | C     | Benjamin Van Durmen |
| 33 | Romania (bandiera) | P     | Andrei Gorcea       |
| 37 | Romania (bandiera) | C     | Marian Danciu       |
| 41 | Romania (bandiera) | D     | Alexandru Hodoșan   |
| 42 | Romania (bandiera) | C     | Alexandru Matei     |
| 60 | Ucraina (bandiera) | D     | Dmytro Pospelov     |
| 72 | Romania (bandiera) | D     | Andrea Padula       |
| 97 | Romania (bandiera) | C     | Denis Hrezdac       |
|    | Romania (bandiera) | A     | Marius Coman        |
|    | Kosovo (bandiera)  | A     | Mevlan Zeka         |

## Calciomercato

### Sessione estiva(dall'1/7 al 30/9)
| Acquisti         | Acquisti            | Acquisti            | Acquisti      |
| R.               | Nome                | da                  | Modalità      |
| ---------------- | ------------------- | ------------------- | ------------- |
| D                | Din Alomerovic      | Rabotnicki          | svincolato    |
| D                | Flavius Iacob       | Corvinul Hunedoara  | prestito      |
| D                | Andrea Padula       | FC U Craiova        | svincolato    |
| D                | Dmytro Pospelov     | Unirea Slobozia     | svincolato    |
| D                | Mark Țuțu           | Ceahlăul            | prestito      |
| D                | Laurențiu Vlăsceanu | FCSB                | prestito      |
| C                | Luca Mihai          | CFR Cluj            | svincolato    |
| C                | Sōta Mino           | Sepsi               | svincolato    |
| C                | Ovidiu Popescu      | Univ. Cluj          | svincolato    |
| C                | Alin Roman          | FC Politehnica Iași | svincolato    |
| A                | Hakim Abdallah      | Dinamo Bucarest     | svincolato    |
| A                | Marius Coman        | Sepsi               | prestito      |
| A                | Mevlan Zeka         | FC Suhareka         | svincolato    |
| Altre operazioni |                     |                     |               |
| R.               | Nome                | da                  | Modalità      |
| P                | Cristian Blaga      | Corvinul Hunedoara  | fine prestito |
| D                | Ionuț Anișorac      | Dumbrăvița          | fine prestito |
| D                | Alex Bokse          | Viitorul Arad       | fine prestito |
| D                | Tudor Telcean       | Ceahlăul            | fine prestito |
| C                | Răzvan Ristin       | Pecica              | fine prestito |
| A                | Andrei Dumiter      | Voluntari           | fine prestito |

| Cessioni         | Cessioni           | Cessioni           | Cessioni   |
| R.               | Nome               | a                  | Modalità   |
| ---------------- | ------------------ | ------------------ | ---------- |
| D                | Ibrahima Conté     |                    | svincolato |
| D                | Damien Dussaut     |                    | svincolato |
| D                | Cornel Râpă        |                    | svincolato |
| D                | Joher Rassoul      | Duhok SC           | svincolato |
| D                | Răzvan Trif        | Oțelul Galați      | svincolato |
| D                | Ravy Tsouka        |                    | svincolato |
| C                | João Pedro         |                    | svincolato |
| C                | Cristian Mihai     | Dinamo Bucarest    | definitivo |
| C                | Eric Johana Omondi |                    | svincolato |
| A                | Raoul Cristea      | Dumbrăvița         | svincolato |
| A                | Lamine Ghezali     |                    | svincolato |
| A                | Shayon Harrison    | AC Oulu            | svincolato |
| A                | Paul-José M'Poku   |                    | svincolato |
| A                | Effiong Nsungusi   |                    | svincolato |
| A                | Agustín Vuletich   |                    | svincolato |
| Altre operazioni |                    |                    |            |
| R.               | Nome               | a                  | Modalità   |
| P                | Cristian Blaga     | Univ. Craiova      | prestito   |
| D                | Tudor Telcean      | Ceahlăul           | svincolato |
| D                | Darius Iurașciuc   | Corvinul Hunedoara | prestito   |
| C                | Răzvan Ristin      | CSC Ghiroda        | prestito   |
| A                | Andrei Dumiter     | Botoșani           | svincolato |

## Risultati

### Liga I

#### Prima fase

##### Girone di andata
| Arbitro: | Marian Barbu |

|                                                 |           |                                          |
| Costache 81’ (rig.) Pospelov 90+4’ Roman 90+13’ | Marcatori | 13’ Romančuk 19’ (rig.) Baiaram 49’ Ivan |

| Arbitro: | Adrian Cojocaru |

|                |           |           |
| Capradossi 57’ | Marcatori | 30’ Zsóri |

| Arbitro: | Horia Mladinovici |

|           |           |  |
| Roman 40’ | Marcatori |  |

| Arbitro: | Marcel Bîrsan |

|               |           |                        |
| Doumtsios 25’ | Marcatori | 42’ Costache 60’ Roman |

| Arbitro: | Radu Petrescu |

|                         |           |                  |
| Tziōnīs 8’ Pospelov 78’ | Marcatori | 61’ Rădăslăvescu |

| Arbitro: | Sebastian Colțescu |

|              |           |              |
| Karamoko 59’ | Marcatori | 33’ Abdallah |

| Arad 22 agosto 2025, ore 18:00 EEST 7ª giornata | UTA Arad | – referto | Unirea Slobozia | Stadio Francisc von Neuman |

| Bucarest 30 agosto 2025, ore 17:00 EEST 8ª giornata | Rapid Bucarest | – referto | UTA Arad | Stadio Rapid-Giulești |

| Arad 13 settembre 2025, ore 17:00 EEST 9ª giornata | UTA Arad | – referto | Argeș Pitești | Stadio Francisc von Neuman |

| Cluj-Napoca 20 settembre 2025, ore 17:00 EEST 10ª giornata | CFR Cluj | – referto | UTA Arad | Stadio Dr. Constantin Rădulescu |

| Arad 27 settembre 2025, ore 17:00 EEST 11ª giornata | UTA Arad | – referto | Csíkszereda | Stadio Francisc von Neuman |

| Botoșani 4 ottobre 2025, ore 17:00 EEST 12ª giornata | Botoșani | – referto | UTA Arad | Stadio Municipal Botoșani |

| Arad 18 ottobre 2025, ore 17:00 EEST 13ª giornata | UTA Arad | – referto | Oțelul Galați | Stadio Francisc von Neuman |

| Bucarest 25 ottobre 2025, ore 17:00 EEST 14ª giornata | FCSB | – referto | UTA Arad | Arena Națională |

| Arad 1 novembre 2025, ore 17:00 EET 15ª giornata | UTA Arad | – referto | Metaloglobus | Stadio Francisc von Neuman |

##### Girone di ritorno
| Craiova 8 novembre 2025, ore 17:00 EET 16ª giornata | U Craiova | – referto | UTA Arad | Stadio Ion Oblemenco |

| Arad 22 novembre 2025, ore 17:00 EET 17ª giornata | UTA Arad | – referto | U Cluj | Stadio Francisc von Neuman |

| Sibiu 29 novembre 2025, ore 17:00 EET 18ª giornata | Hermannstadt | – referto | UTA Arad | Stadio Municipal Sibiu |

| Arad 6 dicembre 2025, ore 17:00 EET 19ª giornata | UTA Arad | – referto | Petrolul Ploiești | Stadio Francisc von Neuman |

| Ovidiu 13 dicembre 2025, ore 17:00 EET 20ª giornata | Farul Costanza | – referto | UTA Arad | Stadio Viitorul |

| Arad 20 dicembre 2025, ore 17:00 EET 21ª giornata | UTA Arad | – referto | Dinamo Bucarest | Stadio Francisc von Neuman |

| 17 gennaio 2026, ore 17:00 EET 22ª giornata | Unirea Slobozia | – referto | UTA Arad |  |

| Arad 24 gennaio 2026, ore 17:00 EET 23ª giornata | UTA Arad | – referto | Rapid Bucarest | Stadio Francisc von Neuman |

| 31 gennaio 2026, ore 17:00 EET 24ª giornata | Argeș Pitești | – referto | UTA Arad |  |

| Arad 4 febbraio 2026, ore 17:00 EET 25ª giornata | UTA Arad | – referto | CFR Cluj | Stadio Francisc von Neuman |

| Miercurea Ciuc 7 febbraio 2026, ore 17:00 EET 26ª giornata | Csíkszereda | – referto | UTA Arad | Stadio Municipal Miercurea Ciuc |

| Arad 14 febbraio 2026, ore 17:00 EET 27ª giornata | UTA Arad | – referto | Botoșani | Stadio Francisc von Neuman |

| Galați 21 febbraio 2026, ore 17:00 EET 28ª giornata | Oțelul Galați | – referto | UTA Arad | Stadio Oțelul |

| Arad 28 febbraio 2026, ore 17:00 EET 29ª giornata | UTA Arad | – referto | FCSB | Stadio Francisc von Neuman |

| 7 marzo 2026, ore 17:00 EET 30ª giornata | Metaloglobus | – referto | UTA Arad |  |

### Cupa României

#### Turni di qualificazione
| Bucarest 27 agosto 2025, ore 17:30 EEST Play-off | CSA Steaua Bucarest | – referto | UTA Arad | Stadio Steaua |

## Statistiche

### Statistiche di squadra
Statistiche aggiornate al 10 agosto 2025 (Liga I esclusa).
| Competizione  | Competizione  | Punti | In casa | In casa | In casa | In casa | In casa | In casa | In trasferta | In trasferta | In trasferta | In trasferta | In trasferta | In trasferta | Totale | Totale | Totale | Totale | Totale | Totale | DR |
| Competizione  | Competizione  | Punti | G       | V       | N       | P       | Gf      | Gs      | G            | V            | N            | P            | Gf           | Gs           | G      | V      | N      | P      | Gf     | Gs     | DR |
| ------------- | ------------- | ----- | ------- | ------- | ------- | ------- | ------- | ------- | ------------ | ------------ | ------------ | ------------ | ------------ | ------------ | ------ | ------ | ------ | ------ | ------ | ------ | -- |
| Liga I        | Prima fase    |       |         |         |         |         |         |         |              |              |              |              |              |              |        |        |        |        |        |        |    |
| Cupa României | Cupa României | -     |         |         |         |         |         |         |              |              |              |              |              |              |        |        |        |        |        |        |    |
| Totale        | Totale        | -     |         |         |         |         |         |         |              |              |              |              |              |              |        |        |        |        |        |        |    |

### Andamento in campionato

#### Prima fase
| Giornata  | 1 | 2 | 3 | 4 | 5 | 6 | 7 | 8 | 9 | 10 | 11 | 12 | 13 | 14 | 15 | 16 | 17 | 18 | 19 | 20 | 21 | 22 | 23 | 24 | 25 | 26 | 27 | 28 | 29 | 30 |
| --------- | - | - | - | - | - | - | - | - | - | -- | -- | -- | -- | -- | -- | -- | -- | -- | -- | -- | -- | -- | -- | -- | -- | -- | -- | -- | -- | -- |
| Luogo     | C | T | C | T | C | T | C | T | C | T  | C  | T  | C  | T  | C  | T  | C  | T  | C  | T  | C  | T  | C  | T  | C  | T  | C  | T  | C  | T  |
| Risultato | N | N | V | V | V | N |   |   |   |    |    |    |    |    |    |    |    |    |    |    |    |    |    |    |    |    |    |    |    |    |
| Posizione | 4 | 8 | 4 | 4 | 2 | 2 |   |   |   |    |    |    |    |    |    |    |    |    |    |    |    |    |    |    |    |    |    |    |    |    |

Legenda:

Luogo: C = Casa; T = Trasferta. Risultato: V = Vittoria; N = Pareggio; P = Sconfitta.

### Statistiche dei giocatori
Sono in corsivo i calciatori che hanno lasciato la società a stagione in corso.
Statistiche aggiornate al 10 agosto 2025 (Liga I esclusa).
| Giocatore     | Liga I   | Liga I | Liga I      | Liga I     | Cupa României | Cupa României | Cupa României | Cupa României | Totale   | Totale | Totale      | Totale     |
| Giocatore     | Presenze | Reti   | Ammonizioni | Espulsioni | Presenze      | Reti          | Ammonizioni   | Espulsioni    | Presenze | Reti   | Ammonizioni | Espulsioni |
| ------------- | -------- | ------ | ----------- | ---------- | ------------- | ------------- | ------------- | ------------- | -------- | ------ | ----------- | ---------- |
| H. Abdallah   | 0        | 0      | 0           | 0          | 0             | 0             | 0             | 0             | 0        | 0      | 0           | 0          |
| D. Alomerovic | 0        | 0      | 0           | 0          | 0             | 0             | 0             | 0             | 0        | 0      | 0           | 0          |
| A. Benga      | 0        | 0      | 0           | 0          | 0             | 0             | 0             | 0             | 0        | 0      | 0           | 0          |
| M. Coman      | 0        | 0      | 0           | 0          | 0             | 0             | 0             | 0             | 0        | 0      | 0           | 0          |
| V. Costache   | 0        | 0      | 0           | 0          | 0             | 0             | 0             | 0             | 0        | 0      | 0           | 0          |
| M. Danciu     | 0        | 0      | 0           | 0          | 0             | 0             | 0             | 0             | 0        | 0      | 0           | 0          |
| A. Dragoș     | 0        | 0      | 0           | 0          | 0             | 0             | 0             | 0             | 0        | 0      | 0           | 0          |
| A. Gorcea     | 0        | 0      | 0           | 0          | 0             | 0             | 0             | 0             | 0        | 0      | 0           | 0          |
| A. Hodoșan    | 0        | 0      | 0           | 0          | 0             | 0             | 0             | 0             | 0        | 0      | 0           | 0          |
| D. Hrezdac    | 0        | 0      | 0           | 0          | 0             | 0             | 0             | 0             | 0        | 0      | 0           | 0          |
| F. Iacob      | 0        | 0      | 0           | 0          | 0             | 0             | 0             | 0             | 0        | 0      | 0           | 0          |
| D. Iliev      | 0        | 0      | 0           | 0          | 0             | 0             | 0             | 0             | 0        | 0      | 0           | 0          |
| A. Matei      | 0        | 0      | 0           | 0          | 0             | 0             | 0             | 0             | 0        | 0      | 0           | 0          |
| L. Mihai      | 0        | 0      | 0           | 0          | 0             | 0             | 0             | 0             | 0        | 0      | 0           | 0          |
| A. Padula     | 0        | 0      | 0           | 0          | 0             | 0             | 0             | 0             | 0        | 0      | 0           | 0          |
| O. Popescu    | 0        | 0      | 0           | 0          | 0             | 0             | 0             | 0             | 0        | 0      | 0           | 0          |
| D. Pospelov   | 0        | 0      | 0           | 0          | 0             | 0             | 0             | 0             | 0        | 0      | 0           | 0          |
| F. Poulolo    | 0        | 0      | 0           | 0          | 0             | 0             | 0             | 0             | 0        | 0      | 0           | 0          |
| A. Roman      | 0        | 0      | 0           | 0          | 0             | 0             | 0             | 0             | 0        | 0      | 0           | 0          |
| L. Roșu       | 0        | 0      | 0           | 0          | 0             | 0             | 0             | 0             | 0        | 0      | 0           | 0          |
| M. Sōta       | 0        | 0      | 0           | 0          | 0             | 0             | 0             | 0             | 0        | 0      | 0           | 0          |
| M. Tziōnīs    | 0        | 0      | 0           | 0          | 0             | 0             | 0             | 0             | 0        | 0      | 0           | 0          |
| D. Țaroi      | 0        | 0      | 0           | 0          | 0             | 0             | 0             | 0             | 0        | 0      | 0           | 0          |
| M. Țuțu       | 0        | 0      | 0           | 0          | 0             | 0             | 0             | 0             | 0        | 0      | 0           | 0          |
| B. Van Durmen | 0        | 0      | 0           | 0          | 0             | 0             | 0             | 0             | 0        | 0      | 0           | 0          |
| L. Vlăsceanu  | 0        | 0      | 0           | 0          | 0             | 0             | 0             | 0             | 0        | 0      | 0           | 0          |
| M. Zeka       | 0        | 0      | 0           | 0          | 0             | 0             | 0             | 0             | 0        | 0      | 0           | 0          |
| D. Zsóri      | 0        | 0      | 0           | 0          | 0             | 0             | 0             | 0             | 0        | 0      | 0           | 0          |